# Nativi hawaiani
I nativi hawaiani (hawaiano: kānaka, kānaka ʻōiwi, kānaka maoli e Hawaiʻi maoli), sono gli indigeni polinesiani delle isole hawaiane.
Le isole Hawaii furono colonizzate almeno 800 anni fa da navigatori polinesiani dalle Isole Marchesi o dalle Isole della Società. I coloni si sono gradualmente staccati dalla loro isole di origine e hanno sviluppato una distinta cultura e identità hawaiana nel loro nuovo arcipelago isolato. Ciò includeva la creazione di nuove strutture religiose e culturali, principalmente in risposta al nuovo ambiente di vita e alla necessità di un sistema di credenze strutturato attraverso il quale trasmettere la conoscenza.

## Popolazione
Le Hawaii hanno una popolazione di nativi hawaiani che è diminuita considerevolmente dal contatto iniziale con l'Occidente, di solito datato dall'arrivo di James Cook nel 1778. Da una stima che va da 300 000 a 683 000 quell'anno, la popolazione nativa era scesa a 71 019 nel 1853. In tutto l'arcipelago, nel 2020, 156 456 persone si identificano come "nativi hawaiani", senza contare gli hawaiani che risiedono nel continente americano.

## Storia
La storia dei nativi hawaiani, sul modello della storia delle relative isole, è comunemente divisa in quattro periodi:
- il periodo pre-unitario (fino al 1800 d.C.)
- La monarchia unificata e la repubblica (dal 1800 al 1898 d.C.)
- L'US territorial period (dal 1898 al 1959 d.C.)
- l'US statehooh period (dal 1959 ad oggi)

### Le origini
I nativi hawaiani arrivarono nelle Hawai, in due ondate: la prima proveniente dalle Isole Marchesi, probabilmente intorno al 400 d.C. e concomitante con l'espansione e la colonizzazione dell'Oceania da parte delle popolazioni austronesiane; la seconda da Tahiti nel IX o X secolo.
Rappresentativi del primo periodo di sviluppo (600-1100) sono rispettivamente i siti di Halawa, Waiahukini e Bellows Dune, mentre per il periodo successivo, il Periodo di Espansione, vide il sorgere di ulteriori insediamenti come Anahulu, Makaha e Anaehoomalu.

### La scoperta europea
Sebbene già avvistato in precedenza probabilmente dagli spagnoli, l'arcipelago delle Hawaii fu scoperto ufficialmente dagli europei insieme ai suoi abitanti il 18 gennaio 1778 dal capitano James Cook, il quale ribattezzò le isole come Isole Sandwich. Al momento dell'incontro con gli europei, gli abitanti delle Hawaii si presentarono divisi in quattro regni distinti (Hawaii, Maui, Oahu, Kauai), sebbene fossero già dotati di un sistema sociale fortemente gerarchico e caratterizzato dalla presenza di guerrieri, sacerdoti, sovrani e capi locali.
Nel 1779 il ritorno di Cook sulle isole coincise con la celebrazione di un festival religioso della durata di quattro mesi, chiamato Makahiki, dedicato al ritorno del dio Lono (dio dell'agricoltura, della fertilità, delle piogge, della musica e della pace). Successivamente il capitano rimase ucciso in uno scontro con i nativi.
Contando più 300 000 (e forse quasi 680 000) al momento dell'arrivo del capitano James Cook nelle isole nel 1778, gli hawaiani purosangue erano meno di 10 000 alla fine del XX secolo (sebbene ci siano un gran numero di meticci hawaiani).

### Dall'unificazione all'annessione agli Stati Uniti
Il regno hawaiano si formò nel 1795, quando Kamehameha il Grande, dell'isola indipendente di Hawai'i, conquistò le isole indipendenti di O'ahu, Maui, Moloka'i e Lāna'i e le unificò. Nel 1810, l'intero arcipelago hawaiano fu unificato quando Kaua'i e Ni'ihau si unirono al regno. Alla fine del XIX secolo, il regno ha visto un afflusso di immigrati dagli Stati Uniti e dall'Asia. Nel 1893, il regno divenne una repubblica dopo il suo rovesciamento, e fu annessa agli Stati Uniti nel 1898. Esiste un movimento di sovranità hawaiana in corso che cerca l'autonomia o l'indipendenza per lo stato delle Hawaii.

## Religione
Dotati di una vago credo sulla possibilità dell'esistenza della vita dopo la morte, i nativi hawaiani annoveravano quattro divinità principali: Kanaloa, Kana, Lu e Lono, oltre a numerose altre divinità minori e spiriti protettivi legati alle forze della natura. Fortemente legati all'uso dei cerimoniali religiosi per numerosi aspetti della vita, i nativi hawaiani abbondavano nell'uso di idoli di legno e pietra. Praticavano inoltre sacrifici umani rituali, come testimoniato dai diversi siti nell'isola e dagli stessi europei.